# Lachesilla rufa
Lachesilla rufa är en insektsart som först beskrevs av Walsh 1863.  Lachesilla rufa ingår i släktet Lachesilla och familjen kviststövsländor. Inga underarter finns listade i Catalogue of Life.